# JoBeth Williams
JoBeth Williams (6 de dezembro de 1948 - Texas - Estados Unidos) é uma atriz norte-americana.

## Filmografia parcial
- Fever Pitch (2005) - Maureen Meeks
- It Came From the Sky - (1999) - Alice Bridges
- Jungle 2 Jungle (1997) - Dr. Patricia Cromwell
- Wyatt Earp (1994) - Bessie Earp
- Dutch (1991) - Natalie
- Switch (1991) - Margo Brofman
- Poltergeist II: The Other Side (1986) - Diane Freeling
- American Dreamer (1984) - Cathy Palmer/Rebecca Ryan
- Teachers (1984) - Lisa Hammond
- The Big Chill (1983) - Karen
- The Day After (1983) (TV) - Nurse Nancy Bauer
- Poltergeist (1982) - Diane Freeling
- Endangered Species (1982) - Harriet Purdue
- Stir Crazy (1980) - Meredith
- Kramer vs. Kramer (1979) - Phyllis Bernard
- Jabberwocky {1974} - JoBeth